# Vincenzo Manenti
Vincenzo Manenti (aussi connu sous le nom de Vincenzio Manenti), né vers 1600, et mort le 19 mars 1674, est un peintre italien de la période baroque.

## Biographie
Vincenzo Manenti naît, travaille et meurt à Canemorto (maintenant Orvinio) dans la région de Sabine et Province de Rieti où il est d'abord élève de son père, Ascanio Manenti, mais poursuit ensuite son apprentissage avec Giuseppe Cesari et Domenichino.
Dans les années 1620, il est accusé d'avoir attaqué une femme par jalousie et est contraint de quitter Orvinio. Avec son père, il s'installe dans les Abruzzes, où il trouve refuge chez les nobles Ricci, originaires de Rieti, qui entre 1629 et 1630 lui confient la décoration de quelques domaines familiaux.
Immédiatement après, il retourne à Sabina, probablement à Rieti, et en 1631 il épouse Beatrice De Amicis. C'est là qu'il est réhabilité et qu'il reçoit le titre de chevalier, recevant ainsi les premières affectations importantes. Vers 1635, il se rend à Rome, où il est influencé par le naturalisme et le classicisme, se libérant du maniérisme appris dans l'atelier de son père.
Dès lors, il travaille avec succès dans toute la région Sabina de Rieti et Rome, mais choisit de ne pas s'installer à Rome. En 1638, il épouse Margherita Oddi di Moricone une seconde fois. En 1640-1643, puis en 1650-1655, il travaille également en Ombrie.
Après 1655, il retourne dans sa ville d'origine et continue à peindre seulement dans les environs. 
Il peint plusieurs œuvres, parmi lesquelles quelques fresques et les portraits des cardinaux Giulio Roma et Marcello Santacroce, pour la Cathédrale San Lorenzo de Tivoli et un Saint- Xavier dans l'église des Jésuites, qui n'existe plus.